# Station Syców
Station Syców is een spoorwegstation in de Poolse plaats Syców.